# 염미숙
염미숙(1964년 ~ )은 대한민국의 여자 농구 선수였다. 포지션은 가드겸 포워드로 득점력이 높은 외곽 슈터였다. 1983년 은광여자고등학교를 졸업하고 실업팀 신탁은행에 입단했다. 청소년 대표 선수로 활약했으나 전성기를 다 보내기 전에 일찍 은퇴했다.

## 경력
- 은광여자고등학교
- 신탁은행